# 绯红羊蹄甲
绯红羊蹄甲（学名：Phanera coccinea）为豆科首冠藤属下的一个种。

## 扩展阅读
- 維基物種上的相關：绯红羊蹄甲